# Джонни-мнемоник
«Джо́нни-мнемо́ник» (англ. Johnny Mnemonic, более корректный перевод названия — «Джонни Мнемоник», где «Мнемоник» это т. н. «говорящее имя» — некое подобие фамилии главного героя или часть его имени с отсылкой на род его занятий) — фантастический фильм 1995 года, снятый Робертом Лонго по одноимённому рассказу Уильяма Гибсона. Сценарий к фильму написал сам Уильям Гибсон. Главную роль в фильме исполнил Киану Ривз. Он играет молодого курьера, чей мозг используется как контейнер для транспортировки ценной информации. Фильм, как и одноимённый рассказ, считается классическим произведением в жанре киберпанка; в нём демонстрируется типичный для жанра антиутопичный технократический мир, где власть корпораций и всепроникающие информационные технологии сочетаются с социальным расслоением, нищетой, преступностью.
Съёмки фильма велись преимущественно в Канаде — города Торонто и Монреаль исполнили роли Ньюарка и Пекина, тем не менее, в фильме заметны такие канадские достопримечательности, как вокзал Union Station в Торонто и монреальский мост Жака Картье.
Роль главы якудзы Такахаси в фильме сыграл знаменитый японский кинорежиссёр и актёр Такэси Китано. Японская версия фильма за счёт сцен с его участием на 11 минут длиннее американской.

## Сюжет
2021 год. Мегакорпорации захватили власть, упразднив демократию. Создана всемирная информационная сеть. Человечество охвачено повальной болезнью — синдромом нервного истощения (NAS, «чёрная трясучка», 'Black Shakes'). Важная и секретная информация передаётся с помощью специальных курьеров — мнемоников, которые могут записывать информацию в свою память благодаря имплантированным в мозг устройствам.
Главный герой, мнемоник Джонни Смит, не помнит своего детства и желает сделать операцию по удалению имплантата из мозга и восстановить память. Однако его агент Ральфи сообщает, что цена на операцию резко поднялась с 800 тыс. до 1,5 млн, и предлагает Джонни очередную высокооплачиваемую перевозку данных. В Пекине Джонни ожидает другой неприятный сюрприз: его поставщик смог найти устройство, всего лишь удваивающее объём его памяти с 80 ГБ до 160 Гб. В номере отеля он встречает группу явных новичков, предлагающих ему отвезти информацию размером в 320 ГБ в Ньюарк, штат Нью-Джерси. Джонни решается на смертельный риск превышения объёма памяти и записывает информацию в мозг. Если в течение нескольких дней не выгрузить информацию, то «синаптическая утечка» неминуемо убьёт носителя и необратимо повредит информацию. Один из заказчиков произвольно выбирает три кадра с телепередач и посылает их по факсу в Ньюарк. Эти три картинки в совокупности являются кодом к выгрузке информации, взломать такой код совершенно невозможно. Заказчики уничтожают исходный диск, но в этот момент в номер врывается отряд боевиков якудзы под предводительством Синдзи. Джонни выхватывает листок из факса, но Синдзи рассекает энергетическим лучом листок, у Джонни в руках остаётся только один кадр, с которым он и сбегает. Уцелевший заказчик сжигает третий кадр, но Синдзи отрубает ему руку, спасая тем самым второй кадр, и узнаёт от «предателя», что информацию ждут в Ньюарке.
Синдзи является к руководителю якудзы в Ньюарке Такахаси и сообщает ему, что группа учёных корпорации «Фармаком» украла некую ценную информацию, записав её в голову мнемоника Джонни, оригинал информации уничтожен. Синдзи получил приказ привезти голову мнемоника, замороженную в криокапсуле. Единственная дочь Такахаси недавно умерла от NAS. К нему является образ женщины, заявляющей, что учёные украли полные данные исследований и лечения NAS. Такахаси узнаёт, что образ принадлежит умершей Анне Кэлманн, создательнице «Фармакомп», перед смертью она создала копию своего разума в сети.
Избежав засады якудзы на месте встречи с Ральфи, разгневанный Джонни является к агенту, но его обезоруживают телохранители Ральфи, чтобы передать в руки Синдзи. Связанный Джонни пытается пойти на компромисс с Синдзи, но тот собирается буквально следовать приказу «Фармакома». Неожиданно к Джонни приходит на помощь телохранитель Джейн. Джонни предлагает ей 50 тыс., девушка и мнемоник сбегают, Cиндзи в гневе рассекает своим бичом Ральфи. На помощь героям приходит отряд (англ. Lo-Tek, то есть «низкие технологии», как противопоставление Hi-Tech, «высокие технологии») под предводительством Джей-Боуна. Лоу-теки — банда, занимающаяся взломом сетей и кражей информации.
Такахаси нанимает Карла по прозвищу Уличный Проповедник, тело которого буквально нашпиговано имплантатами. Джонни выходит в Сеть, где узнаёт, что его заказчики отправили пароль абоненту доктор Олком, а также что информация принадлежит «Фармакому» и по его следам идёт якудза. Джонни договаривается о встрече с представителем «Фармакома», не зная что под личиной представителя скрывается сам Такахаси. Внезапно у Джейн начинается приступ NAS, и Джонни относит её в больницу к Пауку. Паук предлагает Джонни извлечь имплантат («У тебя пропадут некоторые моторные функции и долговременная память»). Паук объясняет, что доктор Олком является сигналом тревоги для медицинского персонала ('Allcome' означает «явиться всем»), а информация, на самом деле предназначена для Паука и группы учёных, тайком борющихся с NAS. Джонни носит в памяти информацию о лекарстве против NAS и об исследованиях, «Фармакому» выгоднее лечить людей, чем избавить их от болезни. В палату врывается Уличный Проповедник. Паук успевает крикнуть, чтобы Джейн и Джонни шли к Джонсу. Карл подвергает Паука пыткам.
Герои являются к лотекам, которые представляют их Джонсу — дельфину, ставшему жертвой военных экспериментов, способному взламывать коды с помощью ультразвука. Якудза и Карл вторгаются на базу лотеков, но героям удаётся уничтожить захватчиков. Такахаси хочет отрубить голову Джонни, но Анна переубеждает его, умирающий Такахаси передает Джонни второй кадр. Джонс и Джонни взламывают код, третьей картинкой оказывается изображение самой Анны Кэлманн. Перед смертью она обращается к Джонни, её кибер-личность стирают из памяти. Лотеки передают информацию в Сеть. К Джонни неожиданно возвращается память о детстве, оказывается, что мать Джонни и Анна Кэлманн — это одно лицо. Он и Джейн смотрят на штаб-квартиру Фармаком, охваченную огнём.

## В ролях
- Киану Ривз — Джонни Смит
- Удо Кир — Ральфи
- Дина Мейер — Джейн
- Айс Ти — Джей-Боун
- Денис Акияма — Синдзи
- Барбара Зукова — Анна Кэлман
- Такэси Китано — Такахаси
- Дольф Лундгрен — Карл, он же Уличный Проповедник
- Генри Роллинз — Паук